# December 1996
Dit artikel geeft een chronologisch overzicht van alle belangrijke gebeurtenissen per dag in de maand december van het jaar 1996.

## Gebeurtenissen

### 1 december
- Zaïre beschuldigt Oeganda van een aanval op zijn grondgebied. Hutu-rebellen in Burundi openen een aanval op het regeringsleger.

### 3 december
- De Zaïrese Tutsi-rebellen veroveren naar eigen zeggen opnieuw twee steden op het regeringsleger. Oegandese dagbladen melden dat Oegandese troepen Zaïrese dorpen hebben veroverd als reactie op aanvallen door de Zaïrese rebellen.

### 5 december
- De Verenigde Staten manen de rebellen in Oost-Zaïre de mensenrechten te respecteren en geen eigen staat te stichten.

### 6 december
- De Frans-Afrikaanse top in Ouagadougou (Burkina Faso) spreekt zich uit voor de vorming van een multinationale troepenmacht om voedsel naar de vluchtelingen in Zaïre te krijgen.

### 12 december
- De rebellen in Oost-Zaïre kondigen een eenzijdig staakt-het-vuren af. Zij roepen de internationale gemeenschap op de regering van Zaïre onder druk te zetten om aan de onderhandelingstafel plaats te nemen.

### 13 december
- De recent gevormde multinationale troepenmacht voor humanitaire interventie in Oost-Zaïre houdt over twee weken weer op te bestaan.

### 14 december
- Het Nederlands elftal wint ook de derde kwalificatiewedstrijd op weg naar het WK voetbal 1998 in Frankrijk. In Brussel wordt België met 3-0 verslagen door treffers van Dennis Bergkamp, Clarence Seedorf en Wim Jonk (strafschop).

### 15 december
- Het Tanzaniaanse leger verjaagt naar schatting 300.000 Rwandese Hutu-vluchtelingen uit hun opvangkampen in het noordwesten van het land en drijft hen naar de grens met Rwanda.
- In de Indiase stad Chennai wint de Nederlandse hockeyploeg voor de derde keer de Champions Trophy.
- In Herning winnen de Deense handbalsters voor de tweede keer op rij de Europese titel, ditmaal door Noorwegen in de finale te verslaan.

### 16 december
- Regeringsleiders van negen Afrikaanse landen geven vier presidenten uit hun midden een mandaat om de crisis in het Gebied van de Grote Meren op te lossen: Nelson Mandela (Zuid-Afrika), Robert Mugabe (Zimbabwe), Daniel arap Moi (Kenia) en Paul Biya (Kameroen).

### 17 december
- President Mobutu Sese Seko van Zaïre wordt bij terugkomst in zijn land ingehaald als een vorst. Een menigte van 20.000 mensen, gekleed in T-shirts met zijn beeltenis, wacht hem op op de internationale luchthaven Njili, even buiten de hoofdstad Kinshasa.

### 20 december
- Zaïrese regeringtroepen en rebellen hebben de afgelopen maanden honderden burgers en vluchtelingen in de provincie Zuid-Kivu vermoord. Dat schrijft de organisatie voor de rechten van de mens Amnesty International in het rapport Hidden from scrutiny: human rights abuses in eastern Zaire.

### 25 december
- De Zaïrese rebellen melden de inname van de stad Bunia, waarbij 300 regeringssoldaten zouden zijn gedood. Deze plaats, die 360 kilometer ten noorden van Goma ligt, is van groot strategisch belang.

### 26 december
- JonBenét Ramsey, een schoonheidskoningin van 6 jaar, wordt dood teruggevonden in de kelder van het ouderlijke huis in Colorado.

### 29 december
- De regering van Guatemala en leiders van de Guatemalteekse Nationale Revolutionaire Eenheid (URNG) tekenen het akkoord van vaste en duurzame vrede waarmee een 36 jaar oude Guatemalteekse burgeroorlog wordt beëindigd.

### 30 december
- In de Indische staat Assam komen 26 mensen om bij een bomaanslag op een trein door Bodo-separatisten.

### 31 december
- De Ethiopische atleet Getaneh Tessema raakt op weg naar de Sylvestercross in Soest zwaar gewond bij een verkeersongeluk.

### Zonder datum
- Een nieuwe (post-Apartheid) grondwet wordt ingevoerd in Zuid-Afrika.
- In Haïti overlijden 60 kinderen door vergiftigde glycerine die door een Nederlands bedrijf Vos is geleverd.

<< · januari · februari · maart · april · mei · juni · juli · augustus · september · oktober · november · december · >>